# 2003-as Formula–1 olasz nagydíj
A 2003-as Formula–1 világbajnokság tizennegyedik futama az olasz nagydíj volt. Michael Schumacher átlagsebessége a futamon 247,585 km/h volt (minden addiginál gyorsabb).

## Futam
| Helyezés | Rajtszám | Versenyző             | Csapat/Motor     | Futott kör | Idő/Kiesés oka    | Rajthely | Pont |
| -------- | -------- | --------------------- | ---------------- | ---------- | ----------------- | -------- | ---- |
| 1        | 1        | Michael Schumacher    | Ferrari          | 53         | 1h14:19.838       | 1        | 10   |
| 2        | 3        | Juan Pablo Montoya    | Williams-BMW     | 53         | + 5.294           | 2        | 8    |
| 3        | 2        | Rubens Barrichello    | Ferrari          | 53         | + 11.835          | 3        | 6    |
| 4        | 6        | Kimi Räikkönen        | McLaren-Mercedes | 53         | + 12.834          | 4        | 5    |
| 5        | 4        | Marc Gené             | Williams-BMW     | 53         | + 27.891          | 5        | 4    |
| 6        | 16       | Jacques Villeneuve    | BAR-Honda        | 52         | + 1 kör           | 10       | 3    |
| 7        | 14       | Mark Webber           | Jaguar-Cosworth  | 52         | + 1 kör           | 11       | 2    |
| 8        | 8        | Fernando Alonso       | Renault          | 52         | + 1 kör           | 20       | 1    |
| 9        | 9        | Nick Heidfeld         | Sauber-Petronas  | 52         | + 1 kör           | 16       |      |
| 10       | 11       | Giancarlo Fisichella  | Jordan-Ford      | 52         | + 1 kör           | 13       |      |
| 11       | 12       | Baumgartner Zsolt     | Jordan-Ford      | 51         | + 2 kör           | 18       |      |
| 12       | 18       | Nicolas Kiesa         | Minardi-Cosworth | 51         | + 2 kör           | 19       |      |
| 13       | 10       | Heinz-Harald Frentzen | Sauber-Petronas  | 50         | + 3 kör           | 14       |      |
| Ki       | 5        | David Coulthard       | McLaren-Mercedes | 45         | Üzemanyagrendszer | 8        |      |
| Ki       | 20       | Olivier Panis         | Toyota           | 35         | Fékhiba           | 9        |      |
| Ki       | 19       | Jos Verstappen        | Minardi-Cosworth | 27         | Olajszivárgás     | 17       |      |
| Ki       | 17       | Jenson Button         | BAR-Honda        | 24         | Váltóhiba         | 7        |      |
| Ki       | 21       | Cristiano da Matta    | Toyota           | 3          | Kicsúszás         | 12       |      |
| Ki       | 15       | Justin Wilson         | Jaguar-Cosworth  | 2          | Váltóhiba         | 15       |      |
| Ki       | 7        | Jarno Trulli          | Renault          | 0          | Hidraulika        | 6        |      |

## A világbajnokság élmezőnyének állása a verseny után
| H  | Versenyzők         | Pont | H  | Konstruktőrök    | Pont |
| -- | ------------------ | ---- | -- | ---------------- | ---- |
| 1. | Michael Schumacher | 82   | 1. | Williams-BMW     | 141  |
| 2. | Juan Pablo Montoya | 79   | 2. | Ferrari          | 138  |
| 3. | Kimi Räikkönen     | 75   | 3. | McLaren-Mercedes | 120  |
| 4. | Ralf Schumacher    | 58   | 4. | Renault          | 79   |
| 5. | Fernando Alonso    | 55   | 5. | Jaguar-Cosworth  | 17   |

## Statisztikák
Vezető helyen:
- Michael Schumacher: 52 (1-15 / 17-53)
- Juan Pablo Montoya: 1 (16)

Michael Schumacher 69. (R) győzelme, 55. pole-pozíciója, 55. (R) leggyorsabb köre, 15. (R) mesterhármasa (gy, pp, lk)
- Ferrari 165. győzelme.